# 9423 Abt
Abt (asteróide 9423) é um asteróide da cintura principal, a 2,4278545 UA. Possui uma excentricidade de 0,0991064 e um período orbital de 1 615,92 dias (4,42 anos).
Abt tem uma velocidade orbital média de 18,14337897 km/s e uma inclinação de 8,83634º.
Este asteróide foi descoberto em 12 de Janeiro de 1996 por Spacewatch.